# Copa Libertadores 1972
W trzynastej edycji Copa Libertadores udział wzięło 20 klubów reprezentujących wszystkie kraje zrzeszone w CONMEBOL.
Każde z 10 państw wystawiło po 2 kluby, spośród których do półfinału bez gry awansował obrońca tytułu. Zwycięzcą turnieju został argentyński klub CA Independiente.
W pierwszym etapie 20 klubów podzielono na 5 grup - 4 po 4 drużyny i 1 grupa złożona z 3 klubów. Z każdej grupy do następnej rundy awansował tylko zwycięzca. Jako szósty klub do półfinału awansował broniący tytułu Club Nacional de Football. Z tego powodu w grupie urugwajsko-wenezuelskiej grał tylko jeden reprezentant Urugwaju i dlatego tylko ta grupa liczyła 3 kluby.
W następnej, półfinałowej rundzie, 6 klubów podzielono na 2 grupy liczące po 3 drużyny. Do finału awansowali zwycięzcy obu grup.
Znakomicie spisał się peruwiański klub Universitario de Deportes w znaczej mierze oparty na graczach reprezentacji Peru, której gra wywarła wielkie wrażenie podczas finałów mistrzostw świata w 1970 roku. Zespół ten dotarł do finału eliminując w półfinale dwa potężne kluby urugwajskie – broniący tytułu Nacional oraz CA Peñarol. Dopiero w finale uległ w dwumeczu jedną bramką zespołowi Independiente.

## 1/4 finału

### Grupa 1Argentyna,Kolumbia
| 16.02 Rosario Central - CA Independiente 2:2 - Carlos Colman, Aldo Poy - Dante Mírcoli, José Omar Pastoriza                                                             |
| 16.02 Independiente Santa Fe Bogota - Atlético Nacional 1:1 - Alfonso Cañón - Gerardo Moncada                                                                           |
| 22.02 Independiente Santa Fe Bogota - Rosario Central 0:0 |
| 22.02 Atlético Nacional - CA Independiente 1:1 - Hernando Piñeros - Carlos Alberto Bulla                                                                                |
| 24.02 Independiente Santa Fe Bogota - CA Independiente 2:4 - José Luis Cruz, Víctor Campaz - Agustín Alberto Balbuena 2, Alejandro Estanislao Semenewicz, Dante Mírcoli |
| 24.02 Atlético Nacional - Rosario Central 0:1 - Roberto Artemio Gramajo                                                                                                 |
| 09.03 Atlético Nacional - Independiente Santa Fe Bogota 0:1 - Alfonso Cañón                                                                                             |
| 09.03 CA Independiente - Rosario Central 2:0 - José Omar Pastoriza (2)                                                                                                  |
| 21.03 CA Independiente - Independiente Santa Fe Bogota 2:0 - Ricardo Elbio Pavoni, Dante Mírcoli                                                                        |
| 21.03 Rosario Central - Atlético Nacional 3:1 - Ramón Bóveda, Ángel Landucci, Hugo Zavagno - Leonidas Hurtado                                                           |
| 23.03 Rosario Central - Independiente Santa Fe Bogota 2:0 - Carlos Colman (2)                                                                                           |
| 23.03 CA Independiente - Atlético Nacional 2:0 - Jorge Ortiz s, José Omar Pastoriza                                                                                     |

| Klub                          | Mecze | Zw | Rem | Por | Pkt | BrZd | BrStr |
| ----------------------------- | ----- | -- | --- | --- | --- | ---- | ----- |
| CA Independiente              | 6     | 4  | 2   | 0   | 10  | 13   | 5     |
| Rosario Central               | 6     | 3  | 2   | 1   | 8   | 8    | 5     |
| Independiente Santa Fe Bogota | 6     | 1  | 2   | 3   | 4   | 4    | 9     |
| Atlético Nacional             | 6     | 0  | 2   | 4   | 2   | 3    | 9     |

### Grupa 2Boliwia,Ekwador
| 27.02 Barcelona SC - América Quito 2:1 - Washington Muñoz, Ponce de León - Arturo Echeverría               |
| 27.02 Oriente Petrolero - Chaco Petrolero La Paz 5:0 - Toninho (2), Luizinho, René Domingo Taritolay, Dedé |
| 05.03 Chaco Petrolero La Paz - Oriente Petrolero 1:0 - Ovidio Mezza                                        |
| 05.03 América Quito - Barcelona SC 0:0                                                                     |
| 12.03 Chaco Petrolero La Paz - Barcelona SC 1:2 - M. Flores - Washington Muñoz, Celino Mora                |
| 12.03 Oriente Petrolero - América Quito 4:2 - Luizinho (3), Dedé - Juan Carlos Ruíz (2)                    |
| 15.03 Oriente Petrolero - Barcelona SC 0:0                                                                 |
| 15.03 Chaco Petrolero La Paz - América Quito 1:2 - Ovidio Mezza - Ángel Marín, Juan Carlos Ruíz            |
| 22.03 Barcelona SC - Chaco Petrolero La Paz 3:0 - Alberto Spencer, Washington Muñoz, Ponce de León         |
| 22.03 América Quito - Oriente Petrolero 3:0 - Ángel Marín (2), Eduardo De María                            |
| 26.03 Barcelona SC - Oriente Petrolero 1:1 - Jorge Bolaños - Luizinho                                      |
| 26.03 América Quito - Chaco Petrolero La Paz 1:0 - Ángel Marín                                             |

| Klub                   | Mecze | Zw | Rem | Por | Pkt | BrZd | BrStr |
| ---------------------- | ----- | -- | --- | --- | --- | ---- | ----- |
| Barcelona SC           | 6     | 3  | 3   | 0   | 9   | 8    | 3     |
| América Quito          | 6     | 3  | 1   | 2   | 7   | 9    | 7     |
| Oriente Petrolero      | 6     | 2  | 2   | 2   | 6   | 10   | 7     |
| Chaco Petrolero La Paz | 6     | 1  | 0   | 5   | 2   | 3    | 13    |

### Grupa 3Brazylia,Paragwaj
| 30.01 Clube Atlético Mineiro - São Paulo 2:2 - Wanderley, Darío - Terto, Toninho Guerreiro |
| 20.02 Club Olimpia - Cerro Porteño 1:1 - Clemente Rolón - Hugo Ricardo Talavera |
| 01.03 São Paulo - Club Olimpia 3:1 - Toninho Guerreiro, Pedro Rocha, Toninho II - Américo Godoy |
| 01.03 Clube Atlético Mineiro - Cerro Porteño 1:1 - Darío - Severiano Irala |
| 05.03 São Paulo - Cerro Porteño 4:0 - Toninho II, Pedro Rocha, Zé Carlos, Toninho Guerreiro |
| 05.03 Clube Atlético Mineiro - Club Olimpia 0:0 |
| 09.03 São Paulo - Clube Atlético Mineiro 0:0 |
| 09.03 Cerro Porteño - Club Olimpia 1:3 - Saturnino Arrúa - Lorenzo Jiménez, Carlos Diarte, Rafael Crispín Verza |
| 16.03 Club Olimpia - Clube Atlético Mineiro 2:2 vo - Flaminio Sosa, Rafael Crispín Verza - Ronaldo, Darío - w momencie, gdy na boisku zostało tylko 6 graczy Atlético Mineiro, sędzia zakończył mecz. Dotychczasowy wynik 2:2 pozostał, ale punkty przyznano Olimpii |
| 19.03 Cerro Porteño - Clube Atlético Mineiro 1:0 - Saturnino Arrúa |
| 23.03 Cerro Porteño - São Paulo 3:2 - Marín (2), Saturnino Arrúa - Toninho Guerreiro (2) |
| 26.03 Club Olimpia - São Paulo 0:1 - Zé Carlos |

| Klub                   | Mecze | Zw | Rem | Por | Pkt | BrZd | BrStr |
| ---------------------- | ----- | -- | --- | --- | --- | ---- | ----- |
| São Paulo              | 6     | 3  | 2   | 1   | 8   | 12   | 6     |
| Club Olimpia           | 6     | 2  | 2   | 2   | 6   | 7    | 8     |
| Cerro Porteño          | 6     | 2  | 2   | 2   | 6   | 7    | 11    |
| Clube Atlético Mineiro | 6     | 0  | 4   | 2   | 4   | 5    | 6     |

### Grupa 4Chile,Peru
| 25.02 Universitario de Deportes - Alianza Lima 2:1 - Percy Rojas, Oswaldo Ramírez - Rivero                                                                         |
| 25.02 Unión San Felipe - Club Universidad de Chile 3:2 - Ricardo Rojas, Uruguay Graffigna, Carvallo - Claudio Gallegos, Eduardo Peralta                            |
| 01.03 Club Universidad de Chile - Alianza Lima 2:3 - Jaime Barrera (2) - Teófilo Cubillas (2), Villalobos s                                                        |
| 04.03 Unión San Felipe - Alianza Lima 0:0 |
| 07.03 Club Universidad de Chile - Universitario de Deportes 1:0 - Juan Carlos Sarnari                                                                              |
| 11.03 Unión San Felipe - Universitario de Deportes 0:0 |
| 14.03 Alianza Lima - Universitario de Deportes 2:2 - Teófilo Cubillas (2) - Percy Rojas (2)                                                                        |
| 15.03 Club Universidad de Chile - Unión San Felipe 2:1 - Sosías, Juan Carlos Sarnari - Heriberto Briones                                                           |
| 18.03 Alianza Lima - Unión San Felipe 1:0 - Teófilo Cubillas |
| 21.03 Universitario de Deportes - Unión San Felipe 3:1 - Héctor Bailetti (2), Percy Rojas - Jaime Ramírez Banda                                                    |
| 24.03 Alianza Lima - Club Universidad de Chile 3:4 - Víctor Zegarra (2), Teófilo Cubillas - Juan Carlos Sarnari, Jorge Américo Spedaletti (2), Francisco Las Heras |
| 26.03 Universitario de Deportes - Club Universidad de Chile 2:1 - Oswaldo Ramírez, Percy Rojas - Juan Carlos Sarnari                                               |

| Klub                      | Mecze | Zw | Rem | Por | Pkt | BrZd | BrStr |
| ------------------------- | ----- | -- | --- | --- | --- | ---- | ----- |
| Universitario de Deportes | 6     | 3  | 2   | 1   | 8   | 9    | 6     |
| Club Universidad de Chile | 6     | 3  | 0   | 3   | 6   | 12   | 12    |
| Alianza Lima              | 6     | 2  | 2   | 2   | 6   | 10   | 10    |
| Unión San Felipe          | 6     | 1  | 2   | 3   | 4   | 5    | 8     |

### Grupa 5Urugwaj,Wenezuela
| 13.02 Valencia - Italia Caracas 1:1 - Chavogo - Rui                                                                          |
| 19.02 Italia Caracas - CA Peñarol 0:1 - Julio César Jiménez                                                                  |
| 27.02 Valencia - CA Peñarol 1:2 - Cirrincione - Rubén Romeo Corbo, Daniel Quevedo                                            |
| 04.03 Italia Caracas - Valencia 2:0 - Mateo (2)                                                                              |
| 12.03 CA Peñarol - Italia Caracas 5:1 - Rubén Romeo Corbo, Luis Díaz, Daniel Quevedo, Alberto Martínez, Milton Viera - Alcir |
| 16.03 CA Peñarol - Valencia 4:1 - Nilo Acuña, Daniel Quevedo (2), Milton Viera - Petronilo                                   |

| Klub           | Mecze | Zw | Rem | Por | Pkt | BrZd | BrStr |
| -------------- | ----- | -- | --- | --- | --- | ---- | ----- |
| CA Peñarol     | 4     | 4  | 0   | 0   | 8   | 12   | 3     |
| Italia Caracas | 4     | 1  | 1   | 2   | 3   | 4    | 7     |
| Valencia       | 4     | 0  | 1   | 3   | 1   | 3    | 9     |

### Obrońca tytułu
| Club Nacional de Football jako obrońca tytułu awansował do 1/2 finału bez gry |

## 1/2 finału

### Grupa 1
| 11.04 Universitario de Deportes - CA Peñarol 2:3 - Rubén Techera, Edinson Amoroso s - Julio César Jiménez, Milton Viera, Edinson Amoroso |
| 14.04 Universitario de Deportes - Club Nacional de Football 3:0 - Percy Vílchez (2), Oswaldo Ramírez                                     |
| 21.04 Club Nacional de Football - CA Peñarol 1:1 - Luis Artime - Omar Caetano                                                            |
| 25.04 Club Nacional de Football - Universitario de Deportes 3:3 - Luis Artime, Luis Cubilla (2) - Oswaldo Ramírez (3)                    |
| 29.04 CA Peñarol - Universitario de Deportes 1:1 - Milton Viera - Percy Vílchez                                                          |
| 03.05 CA Peñarol - Club Nacional de Football 0:3 - Luis Artime (3)                                                                       |

| Klub                      | Mecze | Zw | Rem | Por | Pkt | BrZd | BrStr |
| ------------------------- | ----- | -- | --- | --- | --- | ---- | ----- |
| Universitario de Deportes | 4     | 1  | 2   | 1   | 4   | 9    | 7     |
| Club Nacional de Football | 4     | 1  | 2   | 1   | 4   | 7    | 7     |
| CA Peñarol                | 4     | 1  | 2   | 1   | 4   | 5    | 7     |

### Grupa 2
| 06.04 Barcelona SC - CA Independiente 1:1 - Washington Muñoz - Francisco Sá                                                         |
| 12.04 Barcelona SC - São Paulo 0:0                                                                                                  |
| 18.04 CA Independiente - Barcelona SC 1:0 - Manuel Magán - piłkarze Barcelony opuścili boisko przed końcem meczu - wynik zachowano. |
| 21.04 São Paulo - Barcelona SC 1:1 - Pedro Rocha - Celino Mora                                                                      |
| 27.04 São Paulo - CA Independiente 1:0 - Toninho Guerreiro                                                                          |
| 04.05 CA Independiente - São Paulo 2:0 - Agustín Alberto Balbuena, Dante Mírcoli                                                    |

| Klub             | Mecze | Zw | Rem | Por | Pkt | BrZd | BrStr |
| ---------------- | ----- | -- | --- | --- | --- | ---- | ----- |
| CA Independiente | 4     | 2  | 1   | 1   | 5   | 4    | 2     |
| São Paulo        | 4     | 1  | 2   | 1   | 4   | 2    | 3     |
| Barcelona SC     | 4     | 0  | 3   | 1   | 3   | 2    | 3     |

## FINAŁ
| Universitario de Deportes - CA Independiente 0:0 i 1:2 |
| 17 maja 1972 Lima Estadio Nacional (45 000) Universitario de Deportes - CA Independiente 0:0 Sędzia: Armando Marques (Brazylia) Club Universitario de Deportes: Humberto Horacio Ballesteros - Eleazar Soria, Fernando Cuéllar, Héctor Chumpitaz, César Luna, Rubén Techera, Carlos Carbonell (Ángel Uribe), Hernán Castañeda, Oswaldo Ramírez, Percy Rojas, Héctor Bailetti. CA Independiente: Miguel Ángel Santoro - Eduardo Antonio Commisso, Francisco Sá, Luis Garisto, Ricardo Pavoni, José Omar Pastoriza, Miguel Ángel Raimondo, Alejandro Semenewicz, Agustín Balbuena, Dante Mírcoli, Hugo Saggioratto (Carlos Alberto Bulla). |
| 25 maja 1972 Buenos Aires (Avellaneda) Estadio Almirante Cordero (55 000) CA Independiente - Universitario de Deportes 2:1 (1:0) Sędzia: Favilli Neto (Brazylia) Bramki: 1:0 Eduardo Maglioni 6, 2:0 Eduardo Maglioni 61, 2:1 Percy Rojas 79 CA Independiente: Miguel Ángel Santoro - Eduardo Antonio Commisso, Francisco Sá, Luis Garisto, Ricardo Pavoni, José Omar Pastoriza, Miguel Ángel Raimondo, Alejandro Semenewicz, Agustín Balbuena, Eduardo Maglioni, Hugo Saggioratto (Dante Mírcoli). Club Universitario de Deportes: Humberto Horacio Ballesteros - Eleazar Soria, Fernando Cuéllar, Héctor Chumpitaz, César Luna, Rubén Techera (Fernando Alva), Luis Cruzado, Hernán Castañeda, Juan Muñante, Percy Rojas, Oswaldo Ramírez (Héctor Bailetti). |

## Klasyfikacja
Poniższa tabela ma charakter statystyczny. O kolejności decyduje na pierwszym miejscu osiągnięty etap rozgrywek, a dopiero potem dorobek bramkowo-punktowy. W przypadku klubów, które odpadły w rozgrywkach grupowych o kolejności decyduje najpierw miejsce w tabeli grupy, a dopiero potem liczba zdobytych punktów i bilans bramkowy.
| Poz                                                                     | Klub                          | Mecze | Zw | Rem | Por | Pkt | BrZd | BrStr |
| ----------------------------------------------------------------------- | ----------------------------- | ----- | -- | --- | --- | --- | ---- | ----- |
| 1                                                                       | CA Independiente              | 12    | 7  | 4   | 1   | 18  | 19   | 8     |
| 2                                                                       | Universitario de Deportes     | 12    | 4  | 5   | 3   | 13  | 19   | 15    |
| 3                                                                       | São Paulo FC                  | 10    | 4  | 4   | 2   | 12  | 14   | 9     |
| 4                                                                       | Club Nacional de Football     | 4     | 1  | 2   | 1   | 4   | 7    | 7     |
| 5                                                                       | CA Peñarol                    | 8     | 5  | 2   | 1   | 12  | 17   | 10    |
| 6                                                                       | Barcelona SC                  | 10    | 3  | 6   | 1   | 12  | 10   | 6     |
| 7                                                                       | Rosario Central               | 6     | 3  | 2   | 1   | 8   | 8    | 5     |
| 8                                                                       | América Quito                 | 6     | 3  | 1   | 2   | 7   | 9    | 7     |
| 9                                                                       | Club Universidad de Chile     | 6     | 3  | 0   | 3   | 6   | 12   | 12    |
| 10                                                                      | Club Olimpia                  | 6     | 2  | 2   | 2   | 6   | 7    | 8     |
| 11                                                                      | Italia Caracas                | 4     | 1  | 1   | 2   | 3   | 4    | 7     |
| 12                                                                      | Oriente Petrolero             | 6     | 2  | 2   | 2   | 6   | 10   | 7     |
| 13                                                                      | Cerro Porteño                 | 6     | 2  | 2   | 2   | 6   | 7    | 11    |
| 14                                                                      | Alianza Lima                  | 6     | 2  | 2   | 2   | 6   | 10   | 10    |
| 15                                                                      | Independiente Santa Fe Bogota | 6     | 1  | 2   | 3   | 4   | 4    | 9     |
| 16                                                                      | Valencia                      | 4     | 0  | 1   | 3   | 1   | 3    | 9     |
| 17                                                                      | Clube Atlético Mineiro        | 6     | 0  | 4   | 2   | 4   | 5    | 6     |
| 18                                                                      | Unión San Felipe              | 6     | 1  | 2   | 3   | 4   | 5    | 8     |
| 19                                                                      | Atlético Nacional             | 6     | 0  | 2   | 4   | 2   | 3    | 9     |
| 20                                                                      | Chaco Petrolero La Paz        | 6     | 1  | 0   | 5   | 2   | 3    | 13    |
| Podsumowanie: 68 meczów, w tym 23 remisy, 176 bramek - 2.59 bramki/mecz |                               |       |    |     |     |     |      |       |